# Ágnes Gergely
Dans le nom hongrois Gergely Ágnes, le nom de famille précède le prénom, mais cet article utilise l’ordre habituel en français Ágnes Gergely, où le prénom précède le nom.
Ágnes Gergely, née Ágnes Guttmann le 5 octobre 1933 à Endrőd, est une écrivaine, journaliste et traductrice hongroise.